# Chatel-Chéhéry
Chatel-Chéhéry är en kommun i departementet Ardennes i regionen Grand Est (tidigare regionen Champagne-Ardenne) i nordöstra Frankrike. Kommunen ligger  i kantonen Grandpré som ligger i arrondissementet Vouziers. År 2022 hade Chatel-Chéhéry 129 invånare.

## Befolkningsutveckling
Antalet invånare i kommunen Chatel-Chéhéry
Referens: INSEE